# Zone naturelle protégée de Bull Pasture Bog
La zone naturelle protégée de Bull Pasture Bog est une réserve naturelle située dans le comté de Sunbury au Nouveau-Brunswick.